# Переверзин, Иван Иванович
Переверзин Иван Иванович (род. 10 марта 1953 года) — русский поэт, общественный деятель.

## Биография
Иван Иванович Переверзин родился в семье сельского учителя в посёлке Жатай, Якутская АССР, ныне — Республика Саха (Якутия). Предки писателя оказались на Севере в результате Столыпинских реформ.
Иван Переверзин закончил Хабаровский лесотехнический техникум, Российскую Экономическую академию им. Плеханова, Высшие Литературные курсы Литературного института имени А. М. Горького, (семинар Юрия Кузнецова). Десять лет трудился рабочим в совхозе «Нюйский» и леспромхозе Ленского района, шесть лет — директором совхоза. Затем стал начальником управления сельского хозяйства и заместителем главы администрации Ленского района.
Серьезно стихи начал писать поздно, в 32 года. Первая книга «Откровение дней» вышла в Якутске в 1991 году. С этого же времени стал активно печататься в центральных московских литературных журналах и газетах — «Москва», «Наш современник», «Смена», «Юность», «Литературная Россия», «Завтра», «Литературная газета». В 1994 году принят в Союз писателей России.
Лауреат Всероссийских литературных премий «Традиция» и «Полярная Звезда». Основные поэтические книги — «Утренняя птица» (1994), «Снежные ливни» (1996). В 2004 издал избранное — «Стихотворения».
В 1999 году Иван Иванович переезжает в Москву на постоянное место жительства. С 2000 возглавляет Литературный фонд России. Председатель Исполкома Международного Сообщества Писательских Союзов (МСПС). В 2009 году создал печатный орган Международного Сообщества Писательских Союзов (МСПС) — «Общеписательская Литературная газета». Деятельность Ивана Переверзина во главе этих организаций не раз вызывала резкие обвинения, преимущественно экономического характера.